# ディスクユニオン
ディスクユニオン（disk union）は、東京都千代田区に本社を置き、首都圏を中心に音楽CD・レコードチェーン店を展開する企業である。独自にレコードレーベルを持つレコード会社でもある。

## 概要
新品CD店と中古CD店の二つの顔を持ち合わせるチェーン店。コアな音楽ファンを対象とした品揃えが豊富。CD・レコード・DVDのほか、オーディオ機器・書籍・ゲーム・バンドTシャツ・オリジナルグッズなど多彩な商品を扱っている。
新宿、お茶の水、渋谷の各地区には「ロック館」「ジャズ館」など細分化された小規模店舗が散在している。レコード関連商品を扱う店舗の名称は「ディスクユニオン」、新品オーディオ機器を扱う店舗は「オーディオユニオン」、中古オーディオ機器を取り扱う店舗は「セカンドハンズ」と屋号を変えている。
1982年にはDIWレコードを設立して、音楽ソフトの制作および販売（海外への輸出も含む）に進出した。この他、海外直輸入盤や国内インディーズ作品の卸販売も手がけている。
アーティストが新譜をリリースする際に、タンブラーやキーホルダーなど、タワーレコードやHMVとはひと味違った特典を付けることが多い。

## 沿革
- 1941年、御茶ノ水にて輸入自動車商「ユニオン商会」として創業。
- 1953年に、輸入自動車商から家電販売店へ業種変更し、「株式会社ユニオン電気商会」を設立。店名も「ユニオン電気商会」に変更。
- 1960年代前半、家電販売店の一角にてレコード販売を開始。
- 1967年、レコード販売部門が「ユニオンレコード店」の屋号で支店化。輸入盤や中古盤の取り扱いも開始。
- 1969年、本店である従来の家電販売店「ユニオン電気商会」が、「オーディオユニオン」に店名を変更してオーディオ機器専門店へと鞍替え。同時に支店の「ユニオンレコード」も「ディスクユニオン」へ店名変更。
- 1979年2月21日、「株式会社ユニオン電気商会」が、「株式会社ディスクユニオン」、「株式会社オーディオユニオン」の2社に分社。
- 1982年、オリジナルレーベル「DIW (ディウ)」を発足。国内卸および輸出を開始。
- 1991年、「株式会社ディスクユニオン」が「株式会社オーディオユニオン」を吸収合併。
- 2005年、事務所を千代田区三番町に移転。
- 2012年、出版部門、DU BOOKS発足。
- 2014年、事務所を千代田区九段南に移転。

## 店舗一覧
同じ建物内にある店舗でも、取扱商品やジャンルごとに売場やフロアが分かれている店舗は独立したものとして表記している場合がある。
- 東京都
  - 新宿地区 - 新宿（日本のロック・インディーズ館、ロック新品ストア、CD・レコードアクセサリー館、プログレッシヴ・ロック館、ラテン・ブラジル館、中古ロックCD館、インディ・オルタナティヴ・ロック館、パンクマーケット）、新宿ロックレコードストア、新宿SOUL/BLUES館、新宿クラブミュージックSHOP、新宿HEAVY METAL館、シネマ館、昭和歌謡館、新宿中古センター、新宿クラシック館、BIBLIOPHILIC & bookunion新宿
  - お茶の水地区 - お茶の水HARD ROCK/HEAVY METAL館、お茶の水駅前店、お茶の水クラシック館、お茶の水SOUL/RARE GROOVE館、JazzTOKYO、神保町店
  - 渋谷地区 - ROCK in TOKYO、渋谷CLUB MUSIC SHOP、渋谷JAZZ/RARE GROOVE館
  - その他東京都内 - 高田馬場店、池袋店、下北沢店、下北沢クラブミュージックショップ、中野店、吉祥寺店、吉祥寺ジャズ館、吉祥寺クラシック館、立川店、町田店
- 神奈川県 - 横浜関内店、横浜西口店
- 千葉県 - 千葉店、柏店
- 埼玉県 - 北浦和店、大宮店
- 大阪府 - 大阪店、大阪クラシック館
- 愛知県 - 名古屋店

### かつて存在した店舗の地域
- 東京都 - ラフォーレ原宿店、上野店（2001年4月8日閉店）、聖蹟桜ヶ丘店（2002年8月20日閉店）、国立店（2011年4月5日閉店、立川に移転）
- 神奈川県 - 本厚木店（2004年2月1日閉店）、稲田堤店（2010年8月8日閉店）、淵野辺店（2012年6月17日閉店、町田店に統合）
- 千葉県 - 津田沼店（2015年8月31日閉店）

## DIW PRODUCTS GROUP
制作部門であるDIWプロダクツでは、様々なレーベルの制作・販売を行っている。

### レーベル一覧
- Arcàngelo
- Bang The Head Records
- CRAZY DIAMOND RECORDS
- Daymare Recordings
- Deathwish
- DIW
- DIW Classics
- DIW THE GARDEN
- DIWPHALANX
- Dizzare
- doles U
- ESTADO RECORDS
- G-matics
- HELL TONE RECORDS
- I HATE SMOKE RECORDS
- Lonesome Record
- Niw! Records
- PLAY FAST!
- Playwright
- SECRETA TRADES
- Seventh Japan
- SKA IN THE WORLD RECORDS
- SOMETHIN'COOL
- SUPER FUJI DISCS
- SUPERMARKET FANTASY
- THINK! RECORDS
- TRIPLE STARS
- グッドディスク
- 寺島レコード
- ハヤシライス
- 富士
- 富士キネマ
- マイ・ベスト! レコード
- 妄想最前線
- パニカワれこーど

など。

## DU BOOKS
2012年発足。出版部門。音楽、カルチャー関連書、ジャズ雑誌『JAZZ PERSPECTIVE』などを出版。

## 個人情報流出事件
2022年6月29日、オンラインショップに登録している70万人余りの会員の名前や住所、電話番号のほか、メールアドレスや暗号化されていないパスワードなどの個人情報が漏えいしたおそれがあることを発表した。第三者からの情報提供により6月24日に社内調査を行った結果判明した。同日中にウェブサイトは閉鎖され、社内に緊急対策チームを発足、個人情報保護委員会への報告を行い、外部調査機関へ詳細についての調査を依頼した。また、6月28日には警察へ被害届も提出している。
その後に行われた外部調査機関による調査の結果、約70万1000件の氏名、住所、電話番号、FAX番号、Eメールアドレス、ログインパスワード、会員番号が漏洩している事実を確認。原因はオンラインショップのサーバーのうち一台にセキュリティ上の脆弱性があり、悪意を持った第三者が不正にアクセスできる状態にあったことが報告された。
9月6日、ITセキュリティ専門機関による再発防止策を実施した上でウェブサイトを再開。二次被害を防ぐため、これまでのパスワードは全て無効化されているため、ログインの際に新たなパスワードを設定する必要がある。また、新たに設定されたパスワードは暗号化した上で保存される仕組みに変更になった。